# 高砂市立米田西小学校
高砂市立米田西小学校（たかさごしりつ よねだにししょうがっこう）は、兵庫県高砂市米田町塩市にある公立小学校。略称米西（よねにし）

## 沿革
- 1980年4月 - 高砂市立米田小学校から分離する形で開校
- 1980年7月 - プール完成
- 1981年2月 - 校歌制定
- 1981年3月 - 体育館完成
- 1989年11月 - 開校10周年記念式典開催
- 1993年4月 - 難聴学級開設
- 1999年6月 - 開校20周年記念式典開催

## 校訓
『和』
- 自ら進んで学びとる子
- 明るく思いやりのある子
- ねばり強くやりぬく子
- 活発で丈夫な子

## 学校行事
| - 4月 始業式・始業式 - 5月 - 6月 | - 7月 終業式 - 8月 - 9月 始業式 | - 10月 - 11月 - 12月 終業式 | - 1月 始業式 - 2月 - 3月 終業式・卒業式 |

## 通学区域
- 高砂市[2]
  - 米田町塩市
  - 米田町島
  - 米田町神爪
  - 神爪1丁目~6丁目  阿弥陀町魚橋の一部(法華山谷川以東で  加古川バイパス以南)

## 進学先中学校
- 高砂市立宝殿中学校[2]

## 学区 / 校区内の主な施設
- 高砂市総合運動公園

## 交通
- JR西日本神戸線宝殿駅より徒歩17分

## 関係者

### 出身者
- 田中英祐（プロ野球選手）

## 通学区域が隣接している学校
- 高砂市立米田小学校
- 高砂市立伊保小学校
- 高砂市立阿弥陀小学校
- 加古川市立西神吉小学校
- 加古川市立川西小学校